# Kagan (Familienname)
Kagan ist ein Familienname.

## Herkunft und Bedeutung
Kagan geht auf den Namen einer Priesterkaste im Judentum zurück, siehe Kohanim. Zu Varianten, siehe Cohen.

## Namensträger
- Abram Mejerowitsch Kagan (* 1936), US-amerikanischer Mathematiker sowjetischer Herkunft
- Anna Kagan (1902–1974), russische Malerin, Keramikerin und Textilkünstlerin
- Bernhard Kagan (1866–1932), deutscher Schachspieler
- Dan Kagan, US-amerikanischer Filmproduzent
- Daryn Kagan (* 1963), US-amerikanische Fernsehjournalistin
- David Kagan (* 1949), US-amerikanischer römisch-katholischer Geistlicher, Bischof von Bismarck
- Donald Kagan (1932–2021), US-amerikanischer Althistoriker
- Elena Kagan (* 1960), US-amerikanische Juristin
- Élie Kagan (1928–1999), französischer Fotoreporter
- Henri Kagan (* 1930), französischer Chemiker
- Israel Meir Kagan (1838–1933), jüdischer rabbinischer Gelehrter
- Janet Kagan (1946–2008), US-amerikanische Autorin
- Jerome Kagan (1929–2021), US-amerikanischer Psychologe
- Joseph Kagan, Baron Kagan (1915–1995), britischer Unternehmer und Life Peer
- Juri Moissejewitsch Kagan (1928–2019), russischer Theoretischer Physiker
- Kimberly Kagan (* 1972), US-amerikanische Militärhistorikerin
- Oleg Moissejewitsch Kagan (1946–1990), russischer Geiger
- Rachel Cohen-Kagan (1888–1982), israelische Politikerin und Frauenrechtlerin
- Richard L. Kagan (* 1943), US-amerikanischer Historiker
- Robert Kagan (* 1958), US-amerikanischer Politikberater
- Shelly Kagan (* 1956), US-amerikanischer Moralphilosoph
- Vladimir Kagan (1927–2016), US-amerikanischer Designer
- Weniamin Fjodorowitsch Kagan (1869–1953), russischer Mathematiker